# Władysław Wolański (1886-1940)
Władysław Maurycy Wolański herbu Przyjaciel (ur. 30 września 1886 w Rzepińcach, zm. w 1940 w Kijowie) – ostatni właściciel zamku w Grzymałowie, rotmistrz, inżynier rolnik, działacz społeczny, ofiara Zbrodni Katyńskiej.
Pochodził z rodziny ziemiańskiej spod Buczacza, syn Władysława Wolańskiego i Anny Natalii, córki hr. Maurycego Ignacego Aleksandra Dzieduszyckiego. 30 sierpnia 1919 r. we Lwowie poślubił Julię Marię hr. Pinińską h. Jastrzębiec, bratanicę Leona Pinińskiego i wnuczkę Leonarda Pinińskiego.
Do 1921 r. służył w Wojsku Polskim, biorąc udział w walkach o niepodległość Polski. Po rodzicach odziedziczył majątki w miejscowościach Duliby, Nowosiółka Jazłowiecka i Żyźnomierz w województwie tarnopolskim. Wraz z żoną stał się właścicielem zamku w Grzymałowie, który uległ poważnym zniszczeniom w czasie I wojny światowej. Prowadząc gruntowny remont obiektu rozparcelował dwa z trzech swoich majątków, a także majątki Eleonorówka i Zarubińce koło Skałatu, należące do żony. W ciągu kilkunastu lat zbudował w Grzymałowie także duży młyn handlowy oraz nowe budynki gospodarcze, murowane i kryte materiałami ogniotrwałymi. Angażował się przy tym w działalność społeczną. Był wieloletnim prezesem Wojewódzkiego Oddziału Towarzystwa Szkoły Ludowej w Tarnopolu. Brał czynny udział w różnych akcjach charytatywnych Wojewódzkiego Zarządu Obywatelskiego Komitetu Pomocy Zimowej Bezrobotnym w Tarnopolu, którego był członkiem. Uczestniczył też w pracach Rady Miejskiej w Grzymałowie. Z chwilą wybuchu II wojny światowej wraz z żoną przygotował w zamku szpital polowy dla rannych żołnierzy. 23 września 1939 r. został aresztowany przez NKWD. Więziony był początkowo w Skalacie, potem w Tarnopolu, wreszcie w Kijowie, gdzie został stracony prawdopodobnie w kwietniu 1940 r. Okoliczności śmierci i miejsce pochówku nie są znane. Żona wraz z czwórką dzieci została eksmitowana z zamku, który uległ całkowitej dewastacji. Zmarła w 1975 r. w Warszawie.
Jedną z córek Władysława była profesor Anna Komornicka.